# Hydraena millenaria
Hydraena millenaria (лат.) — вид жуков-водобродок рода Hydraena из подсемейства Hydraeninae. Название происходит от слова millenium (1000), обозначающего, что цель автора открыть и «описать более чем 1000 новых для науки видов водных жуков теперь счастливо достигнута».

## Распространение
Встречаются в Камеруне: N. W. Prov., Bamenda, ручей рядом с отелем Skyline Hotel (Экваториальная Африка).

## Описание
Жуки-водобродки мелкого размера (менее 2 мм), удлинённой формы. Дорзум коричневый до тёмно-коричневого, голова, пронотальная фасция и надкрылья тёмно-коричневые, пронотум довольно широко окаймлен спереди и сзади чуть более светло-коричневым, верхнечелюстные пальпы тестоватые, вершина последнего пальпомера не темнее. Лоб и переднеспинка мелко пунктированы, точки на переднеспинке немного крупнее, чем на лбу, очень равномерны по размеру на всем протяжении, промежутки блестящие. Клипеус медиально очень мелко редко пунктирован, блестящий; латерально плотно микропунктирован, тусклый. Лабрум апикомедиально вырезан, свободные края слабо приподняты. Пронотум с передним краем слабо выемчатым над средней 1/2; переднелатеральные ямки глубокие, заднелатеральные и заднесубмедианные ямки мелкие. Отличается от других представителей рода в Камеруне сочетанием отсутствия метавентральных бляшек, мелкой редкой пунктировкой на лбу и переднеспинке, очень постоянным размером пунктировки на переднеспинке и строением эдеагуса. Дорсальная пунктировка намного мельче и реже, чем у H. cameropetila и H. camerosetosa, двух видов, у которых также отсутствуют метавентральные бляшки. Все три вида находятся в разных видовых группах, выделенных по особенностям строения эдеагуса. Взрослые жуки, предположительно, как и близкие виды, растительноядные, личинки плотоядные.

## Классификация
Вид был впервые описан в 2022 году американским энтомологом Philip Don Perkins (Department of Entomology, Museum of Comparative Zoology, Гарвардский университет, Кембридж, США) по типовым материалам из Камеруна, собранным им в 1982 году.